# Karls Åby
Karls Åby är en stadsdel i Karlskoga, något norr om Karlskoga centrum och strax söder om Björkborn. Det ligger nära Rävåsens naturreservat.

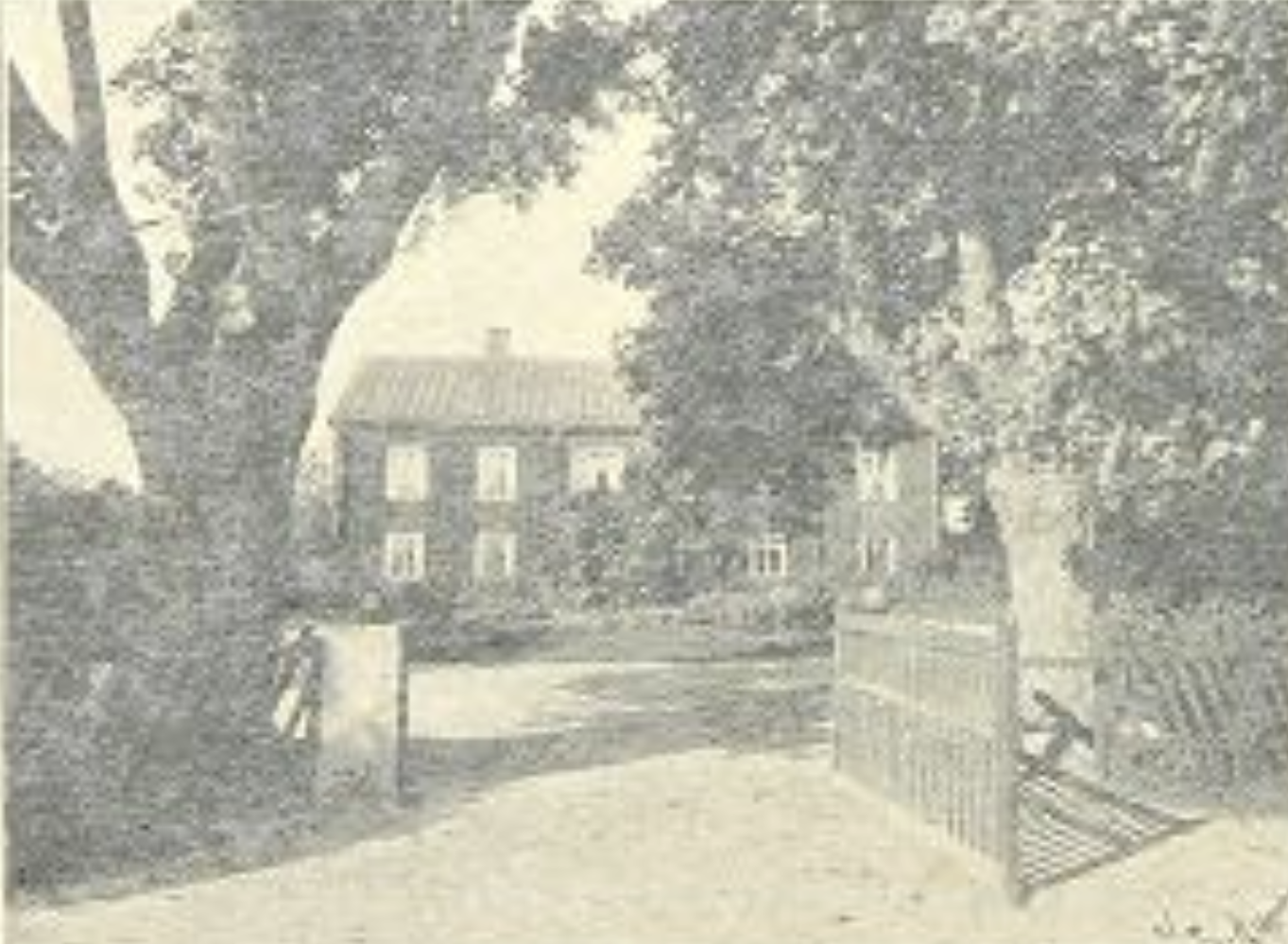
Karlskogas kyrkoherdeboställe ligger i Karls Åby.